# Ancistrocerus pelias
Ancistrocerus pelias är en stekelart som beskrevs av Cameron 1908. Ancistrocerus pelias ingår i släktet murargetingar, och familjen Eumenidae. Inga underarter finns listade i Catalogue of Life.